# Mirosternus tetragonus
Mirosternus tetragonus är en skalbaggsart som beskrevs av Perkins 1910. Mirosternus tetragonus ingår i släktet Mirosternus och familjen trägnagare. Inga underarter finns listade i Catalogue of Life.